# Конфликт в дельте Нигера
Вооружённый конфликт в дельте Нигера — конфликт в дельте реки Нигер, возникший в начале 1990-х годов и продолжающийся до сих пор.
Противостоящими силами являются правительственные войска Нигерии и наёмники нефтяных компаний, с одной стороны, и этнические группировки огони, игбо и иджо, с другой.

## История
Конфликт возник при обнаружении значительных нефтяных месторождений на шельфе Нигерии. Их разработка транснациональными корпорациями (Royal Dutch Shell, Chevron) ущемила интересы местного населения.
Различные группировки, наиболее сильной из которых является Движение за освобождение дельты Нигера, практикуют нападения на буровые платформы и проходящие суда, взятие в заложники иностранцев, атаки на полицейские участки.